# 弗雷登哈根

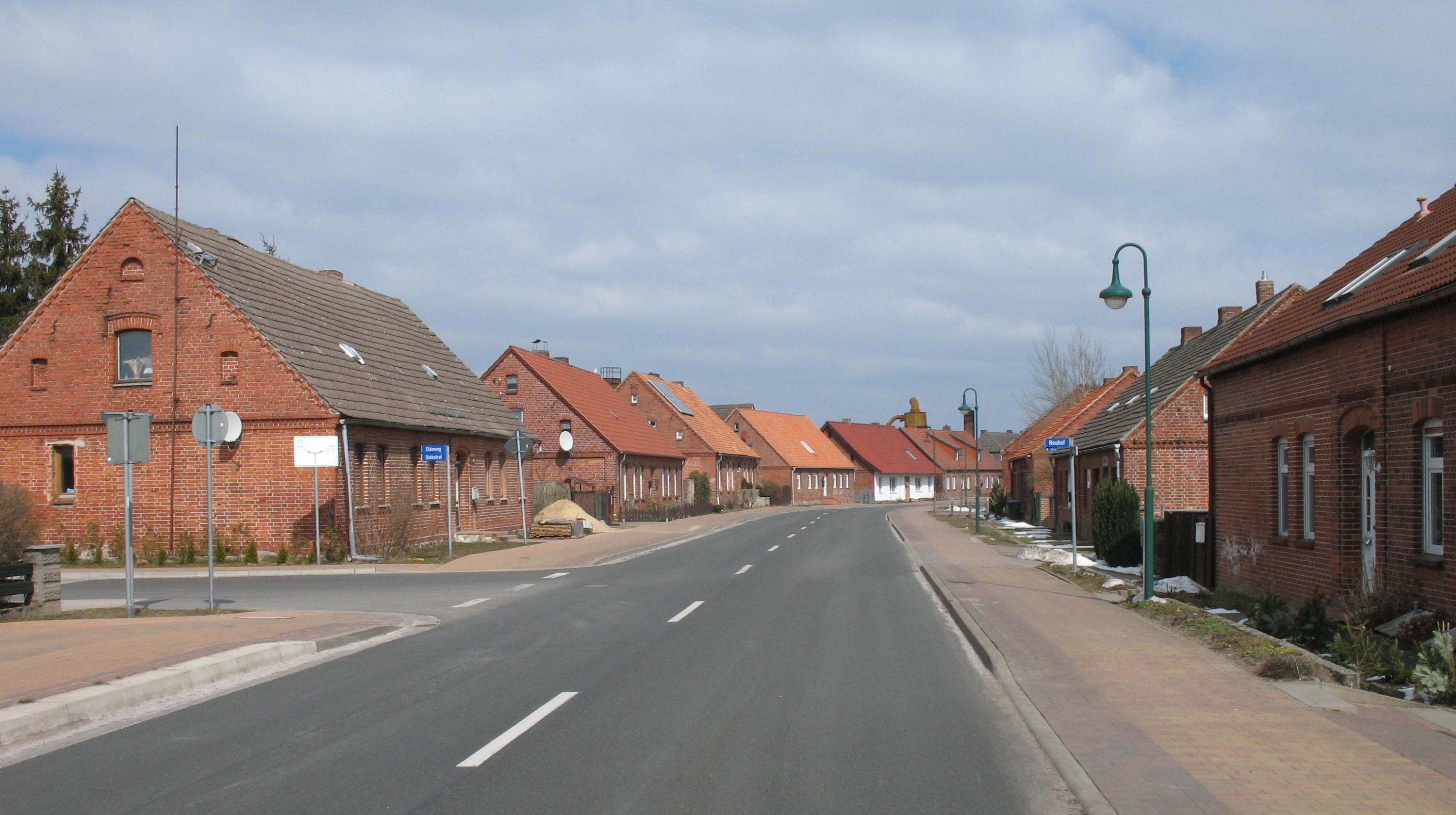

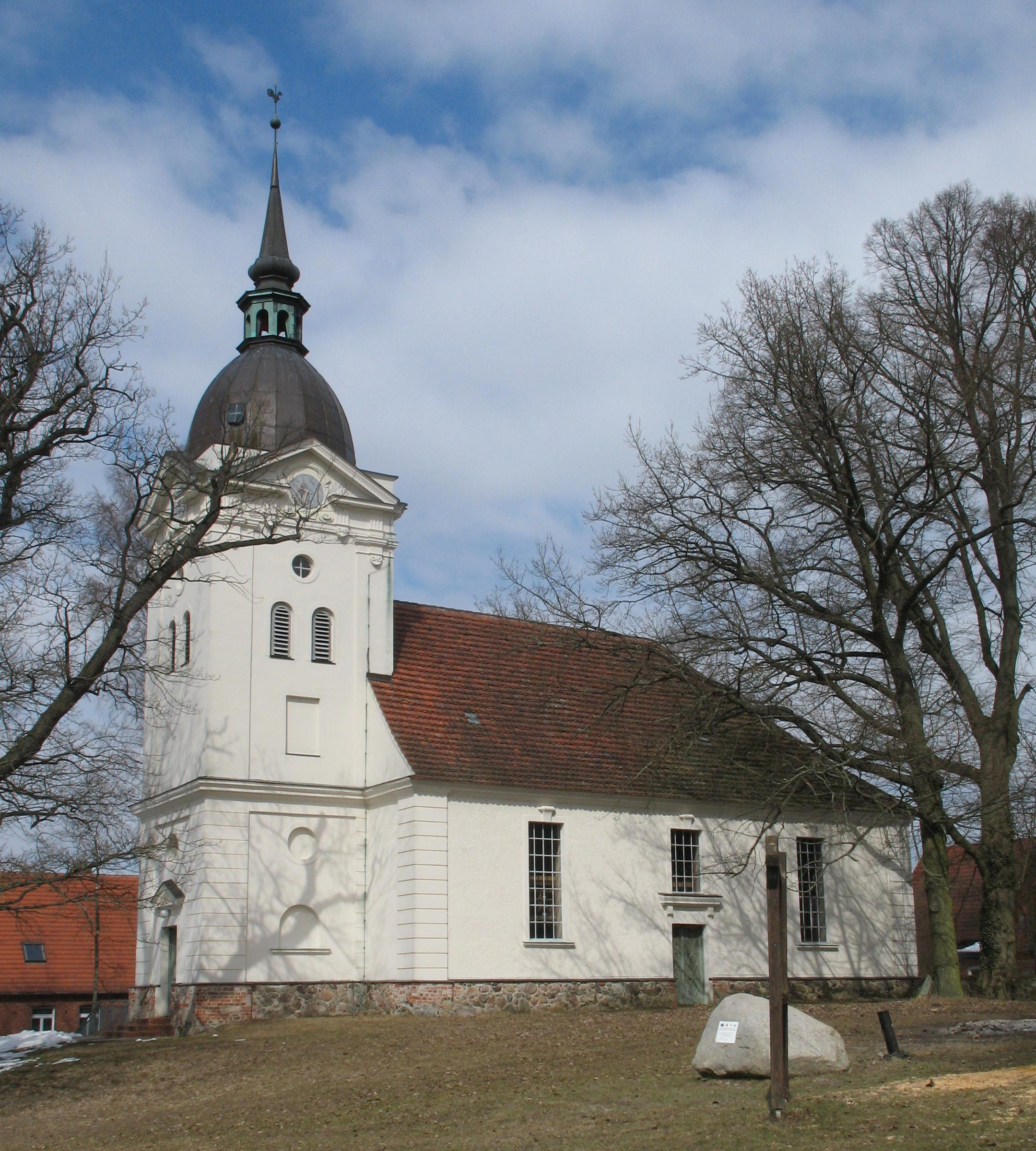
教堂

弗雷登哈根是德国梅克伦堡-前波莫瑞州的一个市镇。总面积28.26平方公里，总人口490人，其中男性253人，女性237人（2011年12月31日），人口密度17人/平方公里。